# 韋恩·亞瑟斯 (網球運動員)
韋恩·亞瑟斯（英語：Wayne Arthurs，1971年3月18日—），澳洲男子職業網球運動員，1990年轉職業，2007年宣布退役。

## 外部連結
- 韋恩·亞瑟斯（英文/西班牙文）的官方資料
- 韋恩·亞瑟斯的國際網球總會 職業／青少年 官方資料（英文）
- 韋恩·亞瑟斯的官方資料（英文）
- Wayne Arthurs – Player Profiles - Players and Rankings - News and Events - Tennis Australia （页面存档备份，存于） （英文）